# کود کبوتر

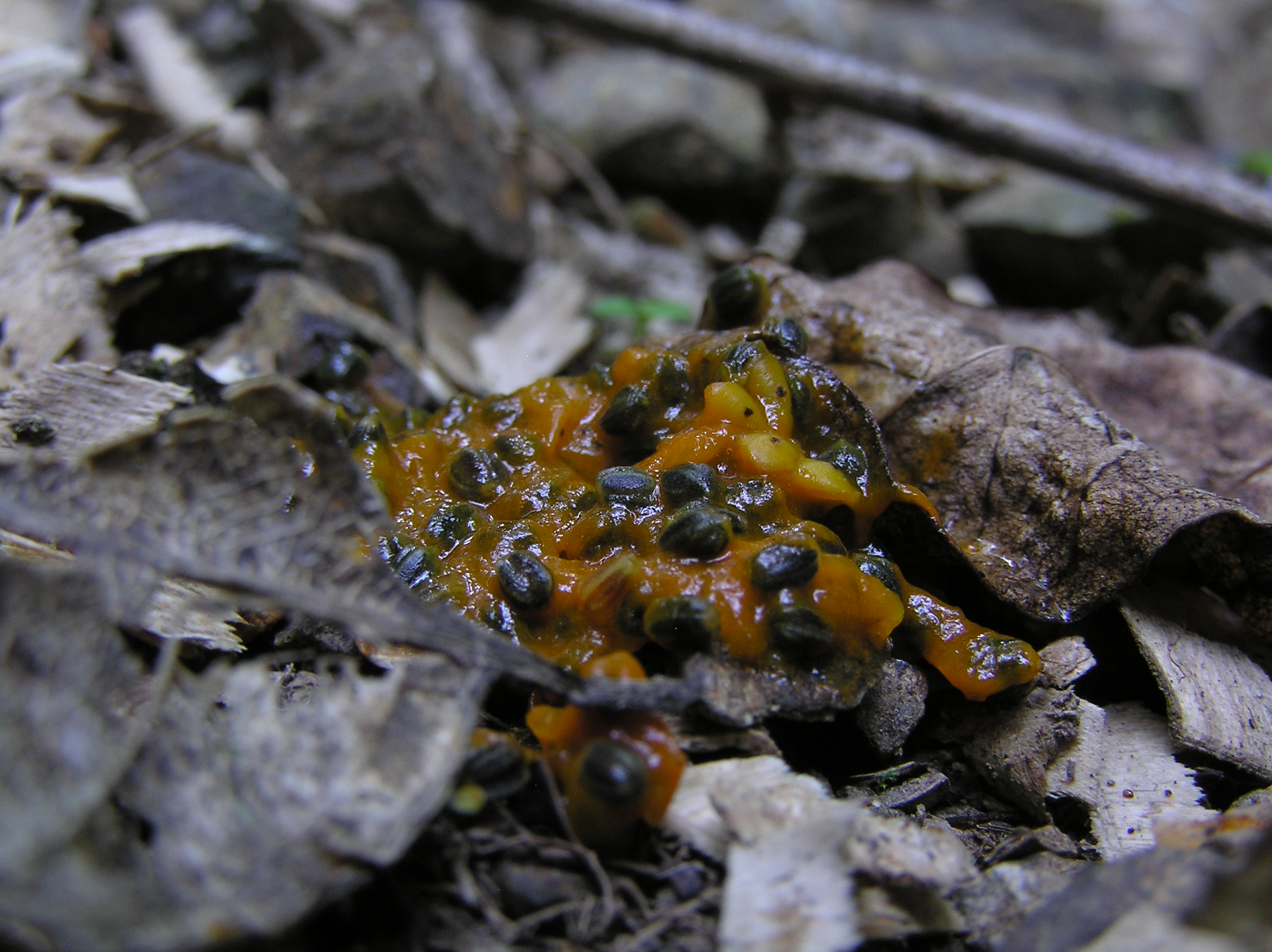
کود کبوتر

کود کبوتریا همان فضله این پرنده، یکی از منابع طبیعی و قدرتمند در دنیای کشاورزی به شمار می‌آید. این کودبه‌عنوان یک مکمل غنی برای خاک‌ها شناخته شده است و از آن در تغذیه درختان و گیاهان مختلف استفاده می‌شود. کود کمپوست شده فضله کبوتر، به ویژه، به دلیل کیفیت بالای خود، یکی از بهترین انتخاب‌ها برای تقویت خاک و بهبود رشد گیاهان است.
فضله کبوتر به‌ویژه در فرآیند کمپوست‌سازی نقش برجسته‌ای دارد. وقتی این فضله به ترکیب زباله‌ها افزوده می‌شود، سرعت فرآیند فساد را افزایش می‌دهد و در نتیجه کمپوست حاصل، غنی از مواد مغذی و مفید خواهد بود. این کمپوست نه‌تنها کیفیت خاک را به‌طور چشمگیری ارتقا می‌دهد، بلکه در رشد سالم‌تر و پرثمرتر گیاهان نیز اثرگذار است.
در فضله کبوتر سه عنصر اصلی و حیاتی برای رشد گیاهان وجود دارد: نیتروژن(N)، فسفر(P) و پتاسیم(K)، که به‌طور کلی تحت عنوان NPK یا کود کامل شناخته می‌شوند. این سه عنصر از جمله ضروری‌ترین مواد مغذی برای گیاهان محسوب می‌شوند و به‌طور مؤثری به بهبود ساختار و عملکرد گیاه کمک می‌کنند. از دیگر ویژگی‌های فضله کبوتر، می‌توان به pH آن اشاره کرد که اغلب یا قلیایی است و یا نزدیک به خنثی، که به جذب بهتر مواد مغذی توسط گیاه کمک می‌کند.
برای دستیابی به بهترین نتیجه، بهتر است فضله کبوتر از کبوتران اهلی تهیه شود، چرا که این فضله معمولاً کنترل‌شده‌تر و خالی از هرگونه مواد مضر است. بسیاری از کشاورزان از کود کبوتر به‌ویژه برای کاشت محصولات خاصی مانند خربزه بهره می‌برند، چرا که این کود می‌تواند باعث شیرین‌تر شدن میوه‌ها شود و در نتیجه محصولاتی با کیفیت بالاتر به‌دست آید.
با این حال، هرچند فضله کبوتر مزایای زیادی دارد، نباید از خطرات احتمالی آن غافل شد. استفاده نادرست از این کود می‌تواند به گیاهان آسیب برساند. به‌ویژه، اگر تجربه کافی در استفاده از آن نداشته باشید یا بدون احتیاط عمل کنید، ممکن است ریشه گیاهان دچار سوختگی شده و آسیب‌های جدی به‌وجود آید. از این‌رو، توصیه می‌شود که از فضله تازه کبوتر استفاده نکنید، چرا که به‌دلیل وجود مقادیر بالای آمونیاک در آن، ممکن است به گیاهان آسیب وارد کند.

## چگونگی جمع‌آوری کود کبوتر
تنها راه برای جمع‌آوری فضله کبوتران، ورود به محل زندگی آن‌هاست که به‌طور معمول به آن کبوترخانه یا برج کبوتر می‌گویند. این مکان‌ها جایی هستند که کبوتران در آن‌ها سکونت دارند و فضله آن‌ها در سطحی جمع می‌شود که برای استفاده به‌عنوان کود قابل بهره‌برداری است. فرآیند جمع‌آوری فضله از این محل‌ها نیازمند دقت و احتیاط است، چرا که فضله کبوتر تازه می‌تواند به‌دلیل وجود آمونیاک بالا، برای گیاهان خطرناک باشد. به همین دلیل، بسیاری از کشاورزان ترجیح می‌دهند که فضله کبوتر را ابتدا در فرآیند کمپوست‌سازی قرار دهند تا اثرات مضر آن کاهش یابد و به یک کود کامل و سالم تبدیل شود.

## مدفوع کبوتر در ساخت باروت
مدفوع کبوتر یا همان کود کبوتر، که در اصطلاح علمی به آن گوانو می‌گویند، منبعی غنی از نیتروژن است و به‌ویژه در ترکیب با سایر مواد، در تاریخ به‌عنوان یکی از اجزاء اصلی برای تولید باروت مورد استفاده قرار گرفته است. یکی از ترکیبات مهم موجود در فضله کبوتر نیترات پتاسیم  است که به‌عنوان یکی از سه جزء اصلی تشکیل‌دهنده باروت شناخته می‌شود. این نیترات از چلغوز کبوتر (Pigeon guano) استخراج می‌شود و در مخلوط با زغال چوب و گوگرد برای ساخت باروت استفاده می‌گردد.
در واقع، وجود نیترات پتاسیم در فضله کبوتر به‌طور طبیعی آن را به منبعی ارزشمند برای تولید این ماده منفجره تبدیل کرده است. این نکته تاریخی نه تنها اهمیت فضله کبوتر را از نظر کشاورزی، بلکه از جنبه‌های شیمیایی و صنعتی نیز روشن می‌سازد.

## فواید کود کبوتر
کود کبوتر نه‌تنها در کشاورزی و بهبود کیفیت خاک نقش دارد، بلکه در صنایع مختلفی همچون دباغی، چرم‌سازی و حتی تولید باروت نیز کاربرد داشته است. در گذشته، استخراج نیترات از فضله کبوتر یکی از روش‌های مهم برای تهیه مواد مورد نیاز در صنایع مختلف بود.
یکی از کاربردهای جالب و مدرن این کود را می‌توان در کشور مراکش مشاهده کرد. در این کشور، محلول و بخار آمونیاک موجود در فضله کبوتران بومی، به‌عنوان یک عامل مهم در دباغی چرم به کار می‌رود. این ماده در فرآیند پردازش چرم نقش اساسی داشته و موجب افزایش انعطاف‌پذیری و نرمی آن می‌شود. جالب است بدانید که برای این منظور، از فضله کبوتران وحشی استفاده می‌شود، چرا که ترکیبات طبیعی موجود در آن، به شکل مؤثری در بهبود کیفیت نهایی چرم تأثیر می‌گذارد.

## بیماری‌های مشترک بین کبوتر و انسان
کبوتران، به‌عنوان یکی از پرندگان خانگی و وحشی، می‌توانند حامل انواع بیماری‌ها و عفونت‌های مختلف باشند که به انسان‌ها و سایر حیوانات منتقل می‌شود. برخی از این بیماری‌ها به شرح زیر هستند:
1. آنفولانزا: ویروس آنفولانزا می‌تواند از طریق تماس با فضله یا ترشحات تنفسی کبوتران به انسان منتقل شود. این بیماری در انسان‌ها معمولاً باعث تب، سرفه و مشکلات تنفسی می‌شود.
2. کلامیدیوز: این بیماری عفونی که به «تب کبوتر» نیز معروف است، توسط باکتری‌های Chlamydia psittaci ایجاد می‌شود. انتقال این بیماری به انسان از طریق تماس با فضله یا ترشحات کبوتران انجام می‌شود و می‌تواند منجر به تب، درد مفاصل و مشکلات تنفسی شود.
3. کریپتوسپوریدیوز: یک بیماری انگلی است که به‌طور عمده از طریق تماس با فضله آلوده به انگلی به نام Cryptosporidium منتقل می‌شود و می‌تواند باعث اسهال و مشکلات گوارشی در انسان‌ها شود.
4. ژیاردیا: این بیماری انگلی ناشی از Giardia lamblia است و می‌تواند به‌ویژه در افراد دارای سیستم ایمنی ضعیف باعث اسهال، تهوع و درد شکم شود.
5. مایکوباکتریوم: این باکتری می‌تواند منجر به عفونت‌های ریوی مشابه سل در انسان‌ها شود. برخی از کبوتران حامل این باکتری هستند و می‌توانند آن را از طریق ترشحات خود منتقل کنند.
6. آلوئولیت آلرژیک: این بیماری به‌طور عمده ناشی از تنفس ذرات کوچک فضله کبوتر یا پر آن‌ها است که به سیستم تنفسی انسان آسیب می‌زند و باعث التهاب در ریه‌ها می‌شود.
7. کمپیلوباکتر: یک باکتری است که می‌تواند از طریق خوردن مواد غذایی آلوده به فضله کبوتر به انسان منتقل شود و موجب اسهال، تب و درد شکمی شود.
8. نیوکاسل: این بیماری ویروسی می‌تواند به‌طور ناگهانی باعث مرگ در کبوتران شود و اگرچه به‌طور عمده در پرندگان مشاهده می‌شود، ولی می‌تواند به انسان‌ها هم منتقل شود.
9. توکوپلاسموز: این بیماری انگلی توسط Toxoplasma gondii ایجاد می‌شود و می‌تواند از طریق تماس با فضله کبوتر آلوده به انسان‌ها منتقل شود. علائم آن معمولاً شامل تب، سردرد و درد عضلانی است.
10. سالونلوز: باکتری Salmonella باعث این بیماری می‌شود و از طریق تماس با فضله آلوده یا خوردن مواد غذایی آلوده به فضله کبوتر می‌تواند به انسان منتقل شود.
11. هیستوپلاسموز: این بیماری قارچی از طریق استنشاق اسپورهای قارچ Histoplasma capsulatum که در فضله پرندگان، از جمله کبوتران، وجود دارد، منتقل می‌شود و می‌تواند مشکلات ریوی ایجاد کند.
12. پسیتاکوزیس: این بیماری به‌طور خاص از طریق کبوتران و سایر پرندگان به انسان منتقل می‌شود و با علائمی مشابه آنفولانزا مانند تب، سرفه و درد عضلانی همراه است.

## خطر استفاده از کود کبوتر
اگر کبوتری به یکی از بیماری‌های مشترک بین انسان و کبوتر مبتلا باشد، تماس مستقیم دست انسان با فضله کبوتر یکی از سریع‌ترین راه‌های انتقال این بیماری‌ها به شمار می‌آید. بسیاری از این ویروس‌ها و عوامل بیماری‌زا قادرند برای مدت‌های طولانی در زیر خاک یا محیط‌های مرطوب زنده بمانند و در انتظار ورود به بدن قربانی باشند. بنابراین، بدون رعایت نکات بهداشتی، ممکن است فرد در معرض خطر جدی قرار گیرد.
قبل از استفاده از کود کبوتر، لازم است که به تمامی این نکات بهداشتی توجه شود. حفظ ایمنی و رعایت احتیاط در فرآیند جمع‌آوری و استفاده از این کود می‌تواند از ابتلا به این بیماری‌ها جلوگیری کرده و ایمنی را تضمین کند.

## عناصر و مواد تشکیل دهنده کود کبوتر
فضله کبوتر، به‌عنوان یک منبع طبیعی غنی از مواد مغذی، حاوی ترکیبات شیمیایی مختلفی است که به بهبود کیفیت خاک و رشد گیاهان کمک می‌کند. این عناصر به‌طور خاص شامل موارد زیر هستند:
1. نیتروژن(N): این عنصر حیاتی برای رشد برگ‌ها و توسعه سبزینه در گیاهان ضروری است و تأثیر زیادی در شادابی و رشد گیاه دارد.
2. فسفر(P): فسفر برای رشد ریشه‌ها و شکوفایی گل‌ها بسیار مهم است. همچنین در فرآیندهای متابولیک گیاهان و انتقال انرژی نقش ویژه‌ای ایفا می‌کند.
3. پتاسیم(K): پتاسیم به تقویت سیستم ایمنی گیاه کمک می‌کند و آن را در برابر استرس‌های محیطی مقاوم‌تر می‌سازد.
4. منیزیم(Mg): این عنصر جزء اصلی ساختار کلروفیل است و در فرآیند فتوسنتز، تولید انرژی و رشد گیاهان نقش اساسی دارد.
5. سدیم(Na): سدیم برای تنظیم فشار اسمزی و فرآیندهای بیوشیمیایی گیاهان ضروری است، اما باید در مقادیر کنترل‌شده استفاده شود.
6. کلسیم(Ca): کلسیم به استحکام دیواره‌های سلولی کمک می‌کند و در فرآیند رشد و تقسیم سلولی تأثیر دارد.
7. کلر(Cl): این عنصر در تنظیم تعادل آبی گیاهان و فرآیند فتوسنتز نقش دارد.
8. بی کربنات(HCO3): بی‌کربنات در تنظیم pH خاک و تسهیل فرآیندهای شیمیایی داخل سلولی گیاهان دخالت دارد.
9. سولفات(SO42): سولفات حاوی گوگرد است که در ساخت پروتئین‌ها و اسیدهای آمینه گیاهی مؤثر است.
10. اسید هیومیک: این ترکیبات آلی به بهبود ساختار خاک، افزایش تهویه و جذب مواد مغذی کمک می‌کنند.
11. فلویک اسید: فلویک اسید به گیاهان کمک می‌کند تا مواد مغذی را به‌طور مؤثرتر جذب کنند و فعالیت‌های متابولیکی آن‌ها را تقویت نماید.